# Côtes de Sambre et Meuse
Les vins des Côtes de Sambre et Meuse sont des vins de la Région wallonne en Belgique. Leur qualité est reconnue comme appellation d’origine contrôlée. Une soixantaine de propriétaires et 28 vignobles recensés par la fédération belge des vins et spiritueux totalisent une trentaine d'hectares de vignes. Cela représente entre 75 et 80 000 pieds pour une production annuelle de 800 à 900 hectolitres. 
Le nom de vin de pays des Jardins de Wallonie est donné aux autres vins du terroir wallon.

## Zone de production
La zone de production vinicole et viticole apte à recevoir l'appellation Côtes de Sambre et Meuse correspond au bassin hydrographique de la Meuse constitué de huit sous-bassins : Meuse amont, Meuse aval, Sambre, Ourthe, Amblève, Semois, Chiers, Vesdre et Lesse. 
L'arrêté ministériel du 27 mai 2004 portant agrément des Côtes de Sambre et Meuse comme vin de qualité d'appellation d'origine contrôlée (A.O.C.) a été publié au Moniteur belge du 4 novembre 2004.  
Le rendement moyen maximal à l'hectare est limité à 65 hectolitres.

## Liste des vignobles

### Province de Hainaut
- Vignoble de la Mazelle à Beaumont
- Clos des Zouaves à Thuin
- Vignoble d'Herlaimont, Château de Trazegnies à Trazegnies (Courcelles)

### Province de Namur
- Domaine viticole Li Betch aus Rotches à Jemeppe-sur-Sambre
- Vignoble La Croix de Pierre à Floreffe
- Domaine du Chenoy à Émines (La Bruyère) d'une superficie de 10 ha
- Domaine du Ry d'Argent à Bovesse (La Bruyère)
- Château Bon Baron à Lustin (Profondeville)
- Clos de Brogne à Saint-Gérard (Mettet)
- Clos de Vigneroule à Jambes (Namur)
- Commanderie des Coteaux de Meuse à Wépion (Namur)
- Clos du Neuf Moulin à Seilles (Andenne)
- Château de Bioul d'une superficie de 11 ha (Bioul).
- Domaine les IV Seigneurs à Flawinne, avec une superficie de 6 ha (Namur)

### Province de Liège
- Clos de Temme à Ouffet
- Clos des Grandes Ruelles à Marneffe (Burdinne)
- Domaine Pierre Rosoux à Warnant (Villers-le-Bouillet)
- Clos des Trémières à Borlez (Faimes)
- Clos Bois Marie à Huy
- Clos du Beau Rosier à Huy
- Clos de Duresse à Huy
- Clos des Prébendiers à Huy
- Clos Saint-Hilaire à Huy
- Clos Fond du Ry à Huy
- Clos Henrotia à Ampsin (Amay)
- Domaine de la Dame Palatte à Flémalle
- Celiandre vin du fort de flemalle à Flémalle
- Confrérie des Vignerons d'Ans à Ans
- Vignoble de la Marnière à Warsage (Dalhem)
- Château Dalhem à Dalhem

## Cépages
Par ce même arrêté, les 24 cépages suivants sont les seuls admis pour l'élaboration des vins des Côtes de Sambre et Meuse. Il s'agit de l'Auxerrois, du Pinot noir, du Pinot noir précoce, du Müller-Thurgau, du Pinot gris, du Rivaner, du Sieger, du Chardonnay, du Pinot blanc, du Muscat, du Merlot, du Gamay, du Riesling, du Bronner, du Merzling, du Johanniter, du Regent, du Traminer, du Gewürztraminer, du Chenin, de l'Ortega, du Chasselas, de la Madeleine Angevine et du Seibel[source insuffisante].
Le Divico, le Divona et le Satin noir sont ajoutés à cette liste initiale[réf. nécessaire].